# Чупилко, Иван Афанасьевич
Иван Афанасьевич Чупилко (13 апреля 1913, Мыловое, Херсонская губерния — 3 ноября 1995, Запорожье) — капитан Советской армии, участник Великой Отечественной войны, Герой Советского Союза (1945).

## Биография
Родился 13 апреля 1913 года в селе Мыловое (ныне — Бериславский район Херсонской области Украины). Окончил пять классов школы. Проживал и работал в Запорожье. В 1935—1937 годах проходил службу в Рабоче-крестьянской Красной Армии. 
В июне 1941 года Чупилко повторно был призван в армию и направлен на фронт Великой Отечественной войны. В боях два раза был ранен. В сентябре 1944 года Чупилко окончил Горьковское танковое училище.
К январю 1945 года гвардии старший лейтенант Иван Чупилко командовал танковой ротой 31-й гвардейской танковой бригады 38-й армии 4-го Украинского фронта. Отличился во время освобождения Польши в ходе Висло-Одерской наступательной операции. В ночь на 17 января 1945 года Ивану Чупилко было поручено проникнуть в немецкий тыл и захватить стратегически важный мост через реку Дунаец у населённого пункта Курув. Для выполнения задания были выделены 2 танка, 19 разведчиков и 3 сапёра. Небольшой отряд проник в немецкий тыл, пристроился в темноте к одной из колонн отступающих войск и с ней дошёл до моста, где, перебив охрану, предотвратили его взрыв (сапёры разминировали заложенную взрывчатку). Для срыва попыток отбить мост, Чупилко с частью десанта ворвался на расположенную рядом железнодорожную станцию, уничтожив там 5 паровозов, 2 эшелона, цистерны с горючим, и без потерь вернулся к мосту. Организовав круговую оборону, группа Ивана Чупилко отразила 4 немецкие контратаки и продержалась на захваченных позициях до подхода бригады.
Указом Президиума Верховного Совета СССР от 29 июня 1945 года за «мужество, отвагу и героизм, проявленные в борьбе с немецкими захватчиками», гвардии старший лейтенант Иван Чупилко был удостоен высокого звания Героя Советского Союза с вручением ордена Ленина и медали «Золотая Звезда» за номером 7706.
В 1946 году в звании капитана Чупилко был уволен в запас. Проживал и работал в Запорожье. В 1952 году окончил Ленинградский учительский институт. Скончался 3 ноября 1995 года, похоронен в Запорожье.
Почётный гражданин Мылового. Был также награждён орденами Отечественной войны 1-й и 2-й степеней, орденом Красной Звезды и рядом медалей.